# Triainolepis opaca
Triainolepis opaca är en måreväxtart som beskrevs av Cornelis Eliza Bertus Bremekamp. Triainolepis opaca ingår i släktet Triainolepis och familjen måreväxter. Inga underarter finns listade i Catalogue of Life.